# Gott fähret auf mit Jauchzen

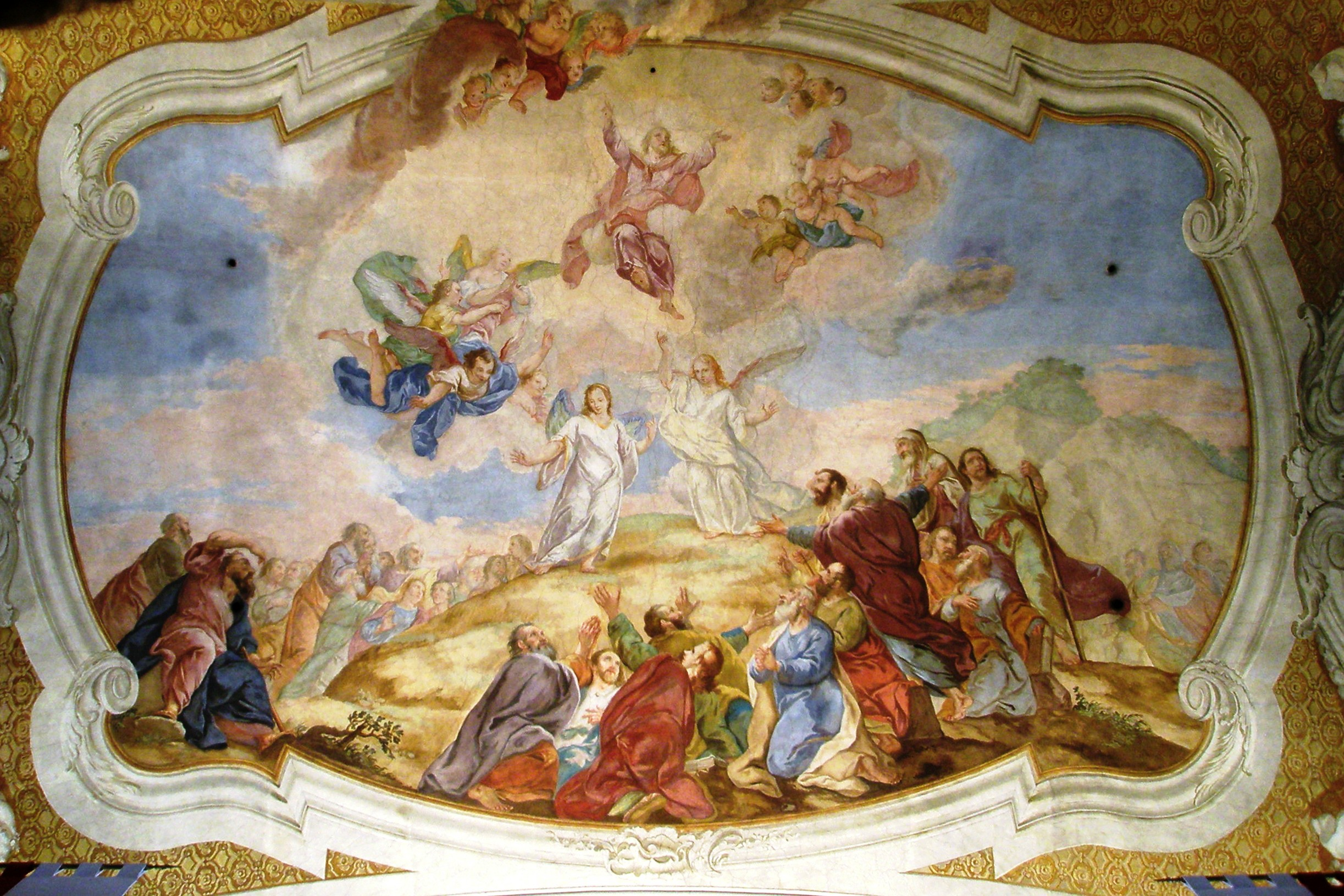
Ascension, église de la Saint Croix à Jelenia Góra

Gott fähret auf mit Jauchzen (Dieu monte au ciel dans les cris de joie) (BWV 43) est une cantate religieuse de Johann Sebastian Bach composée à Leipzig en 1726.

## Histoire et livret
Bach compose la cantate durant sa troisième année à Leipzig à l'occasion de la fête de l'Ascension. Pour cette destination liturgique, trois autres cantates ont franchi le seuil de la postérité : les BWV 11, 37 et 128. Les lectures prescrites pour ce jour de fête sont tirées des Actes des Apôtres, le prologue et l'Ascension de Jésus (1: 1-11) et de l'Évangile selon Marc (16: 14-20), Jésus dit à ses disciples de prêcher et de baptiser.
Le texte de la cantate est inhabituel car il se compose essentiellement d'un poème en six strophes qui constituent les mouvements cinq à dix d'une œuvre en onze mouvements. La structure est similaire à celle des cantates du cousin de Jean-Sébastien, Johann Ludwig Bach, chef de l'orchestre de cour de Meiningen que Bach a dirigé en 1726 : citation de l'Ancien Testament, récitatif, aria, citation du Nouveau Testament, poème, choral. La première citation est extraite du psaume 47 (47, 6–7), traditionnellement considéré comme une référence à l'Ascension. L'autre citation du quatrième mouvement est le verset 19 de l'Évangile. Un poète inconnu paraphrase dans un récitatif et une aria une idée du psaume 68 (68, 18) ainsi que sa reprise dans l'Épître aux Éphésiens (4, 8), « Il est monté et a emmené des captifs avec lui ».
La cantate se termine par la première et la treizième strophe du choral de Johann Rist Du Lebensfürst, Herr Jesu Christ (1641). Bach reprend plus tard la quatrième strophe du choral pour son Oratorio de l'Ascension. La cantate se compose de deux parties, à jouer avant et après le sermon. Bach dirige « Gott fähret auf mit Jauchzen » pour la première fois le 30 mai 1726.
Le reste du texte a plusieurs origines, mais les autres mouvements sont d'origines obscures (R. Wustmann et Werner Neumann suggèrent que J. S. Bach puisse être cet auteur inconnu tandis que C. S. Terry avance le nom de Christian Weiss et Walther Blankenburg suggère Christoph Helm.).

## Structure et instrumentation
La cantate est écrite pour deux hautbois, timbales (tamburi sur le manuscrit), trois trompettes, deux violons, alto, basse continue, avec quatre solistes vocaux (soprano, alto, ténor, basse) et chœur à quatre voix.
Il y a onze mouvements répartis en deux groupes (à jouer avant et après le sermon) :
Première partie
1. chœur : Gott fähret auf mit Jauchzen
2. récitatif (ténor) : Es will der Höchste sich ein Siegsgepräng bereiten
3. aria (ténor) : Ja tausend mal tausend begleiten den Wagen
4. récitatif (soprano) : Und der Herr, nachdem er mit ihnen geredet hatte
5. aria (soprano) : Mein Jesus hat nunmehr

Deuxième partie
1. récitatif (basse) : Es kommt der Helden Held
2. aria : Er ists, der ganz allein
3. récitatif (alto) : Der Vater hat ihm ja
4. aria (alto) : Ich sehe schon im Geist
5. récitatif (soprano) : Er will mir neben sich
6. choral : Du Lebensfürst, Herr Jesu Christ

## Musique
Le chœur d'ouverture avec l'orchestre au complet est le « centre de gravité » de la cantate qui s'ouvre avec une introduction marquée « adagio », jouée par les cordes doublées par les hautbois. Puis commence une fugue, deux entrées instrumentales sont suivies par des entrées chorales et un point culminant est atteint avec l'entrée de la première trompette. Une seconde fugue comporte des tonalités lointaines et mineures. La deuxième partie du texte, lobsinget Gott, lobsinget unserm Könige (« chanter les louanges de Dieu, Chantez les louanges de notre roi ») est d'abord chantée en homophonie, puis présentée dans une troisième fugue sur le thème de la première suivie d'une coda homophone,. Un récitatif secco amène à la première aria accompagnée des violons à l'unisson. Le texte complet est chanté trois fois en différentes sections. La citation du Nouveau Testament est chantée non pas par la basse en tant que vox christi mais, probablement parce que Jésus ne parle pas lui-même, par la soprano qui à la place rapporte « Après que le Seigneur Jésus leur a parlé, il est reçu au ciel et s'assied à la droite de Dieu » comme récitatif secco. Le cinquième mouvement, basé sur la première strophe du poème, conclut la première partie. La soprano accompagnée par les cordes est doublée par les hautbois. Dans la section centrale, les mots Er schließt der Erde Lauf (« Il termine son cours sur la terre », littéralement : « Il finit le cours de la Terre ») sont rendus par un mélisme ascendant suivi d'un mouvement contraire quand ils sont répétés.
La seconde partie comprend les cinq autres strophes du poème en alternant récitatifs et aria. Le premier récitatif est accompagné par les cordes, les autres sont secco. L'aria de basse est mise en évidence par une partie de trompette obligato, mais elle est si difficile que Bach l'a confiée à un violon dans une représentation ultérieure. Les mots voll Schmerzen, Qual und Pein (« plein de chagrin, de tourment et de douleur ») sont illustrés par un tempo plus lent et une tension harmonique. Le récitatif qui suit fait in fine référence à l'aspiration au ciel, exprimée par un mouvement ascendant. La dernière aria, accompagnée par les hautbois, jouit de la victoire sur les ennemis, dans une vision de paix plutôt que par une description de bataille mais insiste sur les mots aus Jammer, Not und Schmach (de souffrance, de détresse et d'ignominie) par « assombrissement harmonique ». Le choral de clôture est une disposition en quatre parties de la mélodie de Ermuntre dich, mein schwacher Geist, composée par Johann Schop en 1641,. Selon Klaus Hofmann, l'arrangement a été composé non par Bach lui-même mais par Christoph Peter (1626–89), cantor à Guben, comme indiqué dans le « Neu Leipziger Gesangbuch » (nouvel hymnaire de Leipzig) de 1682.

## Enregistrements (sélection)
- Bach Kantaten, Vol. 4: BWV 127, BWV 159, BWV 43 , , Diethard Hellmann (de), Bachchor Mainz, Bachorchester Mainz, Nobuko Gamo-Yamamoto, Annelies Westen, Horst Wilhelm, Dieter Slembeck, années 1960 ?